# 伯靈頓鎮區 (新澤西州)
伯靈頓鎮區（英語：Burlington Township）是位於美國新澤西州伯靈頓縣的一個鎮區。

## 地方資料
伯靈頓鎮區的面積為36.32平方千米，當中陸地面積為34.83平方千米，而水域面積為1.49平方千米。根據2020年美國人口普查的數據，當地共有人口23983人，而人口密度為每平方千米660.32人。